# 齊莫男爵
齊莫男爵（英語：Baron Zemo）是漫威漫畫的經典超級反派，共有兩任，分別為海因里希·齊莫（Heinrich Zemo）及赫爾穆特·齊莫（Helmut Zemo）。海因里希·齊莫原為納粹黨黨員，希特勒的得力助手，美國隊長的宿敵。赫爾穆特·齊莫在父親死後接下他的衣缽，繼續與美國隊長纏鬥。
赫爾穆特·齊莫被IGN列為漫畫史上100名超級惡棍中的第四十名。

## 經歷

### 初代
海因里希·齊莫（Heinrich Zemo）出生於1900年，是齊莫家族的第十二任當家。他在納粹黨成立的初期就已經加入，是納粹黨最優秀的科學家之一，亦是阿道夫·希特勒眼前的紅人。
1941年，由尼克·福瑞率領的咆哮突擊隊攻入海因里希居住的城堡，摧毀了一部他正在開發的致命武器，海因里希帶著妻兒成功逃出，但這宗事件亦使他協助納粹黨的事件曝光而被全球通緝，於是開始戴上面罩來隱藏自己。
之後當他在開發黏著劑X時，美國隊長突然闖入他所在的實驗室。海因里希在戰鬥中不小心被黏著劑X灌頂而使面罩徹底黏在他的臉上並使他毀容，從此海因里希將美國隊長視為死敵。
海因里希對盟軍發動過數次攻擊，亦與美國隊長交手過很多次。之後紅骷髏因為地位受到他的威脅而命令他前往英國倫敦偷取盟軍的一部無人飛機，但同時又暗中把消息透漏給盟軍。美國隊長和巴奇·巴恩斯一起前去阻撓他，雙方在飛機上大打出手，海因里希啟動飛機上的炸彈後逃走，美國隊長跌入海中並冰封了70年，巴奇則留在飛機上直至其爆炸，摔入海中後被蘇聯帶走。
時間來到了現代，美國隊長被復仇者聯盟於北極找到而回歸，得知死敵復甦的海因里希因此重出江湖並建立了犯罪集團“邪惡大師”。在幾次的戰鬥下來都未能殺死隊長，最後他孤注一擲綁架了美國隊長的朋友瑞克·瓊斯，將其引來自己在中美洲的基地。最後美國隊長成功救出瑞克，在逃亡的途中利用盾牌反射到海因里希的眼睛，暫時失明的海因里希不慎碰觸到他正在開發的致命武器的開關，引發山崩而死。

### 二代
赫爾穆特·齊莫（Helmut Zemo）是海因里希的兒子，亦是齊莫家族的第十三任當家，從小在父親的納粹思想的耳濡目染之下認為這個世界應該由齊莫家族來統治，於是跟隨父親學習科學，之後父親為了向美國隊長報毀容的仇而離開家。
父親死後，赫爾穆特為了報仇而成為一位名為鳳凰的罪犯並襲擊美國隊長，但反而被擊敗，不慎跌落裝滿黏著劑X的桶子中，跟他的父親一樣被毀容。之後他戴上類似他父親的面罩，繼承了齊莫男爵之名。
他與阿尼姆·索拉博士合作，接受紅骷髏及他的女兒的指導及訓練，他也招集了一群罪犯重組邪惡大師，在他的指揮下成功佔領了復仇者大宅，但最後還是被驅逐出去。
赫爾穆特第四次重組邪惡大師時正好爆發了Onslaught事件，雖然之後Onslaught被消滅，但一線英雄們也幾乎戰死，赫爾穆特於是改變計畫，給自己及邪惡大師的成員弄了新身份，以反英雄團隊「雷霆特工隊」的身份出現在大眾面前。
赫爾穆特的作戰是這樣的：如今缺乏英雄的情況下，他們這支英雄團隊的出現肯定能獲得大眾的支持及信賴，這樣他們就可以逐步掌控世界。事情確實往赫爾穆特所計畫的方向推進，他們順利接手了驚奇4超人和復仇者聯盟等超級英雄的資源、技術及裝備，連神盾局也信賴他們，然而他卻沒料到，雷霆特工隊的成員們非常享受被人民崇拜，他們甚至打算就此金盆洗手成為真正的英雄。赫爾穆特得知後放棄作戰，他趁著英雄們從富蘭克林·理查茲所創造的口袋宇宙回歸之際故意釋出雷霆特工隊的成員的真面目好讓他們打消念頭，沒想到他們卻直接背叛他，赫爾穆特只能逃亡。
之後雷霆特工隊經歷了被人追捕和由鷹眼領導繼續活動等變故後由美國政府接手，成為了給更生人贖罪的英雄團體。
赫爾穆特後來被一個名為天災（Scourge）的神祕人刺殺，不過赫爾穆特的機器人助手將他救活。之後他對Citizen V假稱自己能代替他成為V-Battalion的代理人，這使他接手與雷霆特工隊、復仇者接觸的工作。隨後他以Citizen V的身分被超人類事務委員會任命為贖罪者的領袖。
之後贖罪者與雷霆特工隊對上強敵重力子，赫爾穆特不敵而與鳴禽一同逃跑，餘下成員則假意效忠重力子，接著透過奇襲戰術牽制他，並利用重力子的能力開啟通往另一個維度的傳送門，打算把他留在那邊。但重力子耗盡所有力量炸裂傳送門，同一時間V-Battalion將赫爾穆特傳送回本部，結果受到重力子的影響，赫爾穆特的意識被傳送到雷霆特工隊成員修繕師的機械部分。
傳送門的爆炸使雷霆特工隊被傳送至另一個平行宇宙，這個宇宙的地球曾發生嚴重的天災，眾英雄們犧牲生命拯救了一部份人類。赫爾穆特邀請雷霆特工隊全員一起征服世界，但他們打算用超能力協助此地人類重建家園，赫爾穆特也只好協助。
在他們的努力下，世界的文明重新建立，倖存的人類尊稱他們為救世主，赫爾穆特開始感受到以前從沒感受過的事物。之後他們遇到一個來自其他宇宙的飛船，飛船上的人聲稱只能有一個地球而發動攻擊。但他們被赫爾穆特設計，被拖入虛無中而毀滅。事情結束後雷霆特工隊駕駛飛船回到了原本的宇宙。
經歷過一番冒險後，鷹眼退出雷霆特工隊並任命赫爾穆特為新一任領導，臨走時不太情願地表示赫爾穆特已成為一個英雄。
赫爾穆特激進的作風使得雷霆特工隊進行了一些有問題的行動，他們甚至發射了一個衛星「救星」來吸乾全球所有耗能量異常的設施之能量，以此來監察有無可疑的設施，理所當然的被復仇者阻止。雷霆特工隊的成員月光石無法諒解，一氣之下吸收了「救星」所有的能量，結果變的太過強大而失去控制，兩隊人馬合作阻止她，赫爾穆特搶走月光石的能量來源－兩顆外星寶石，然後說復仇者阻止他們計劃是個錯誤，隨後被傳送走。
赫爾穆特被送回了過去，遇到了他的祖先並見識了祖先所經歷的每一個重要事件。1503年，赫爾穆特慫恿他年輕的祖先海勒殺死腐敗無能的父親，並履行身為第三任當家及男爵的責任。七年戰爭時期，他在一起反猶太運動中保護了一名年輕的猶太裔女子。1879年，他成為了自己的曾祖父的保鏢，但依然未能改變曾祖父死於農民起義的歷史。第一次世界大戰時期，赫爾穆特目睹他的祖父對英國傑克的軍隊使用生化武器。最後，他在與身為納粹的父親決鬥途中被傳送回了現代。
回到現代後，赫爾穆特回到家族的城堡，代理當家溫德爾原想殺死他使自己正式繼承齊莫家族的當家，但最後禁不起良心譴責而放棄，原想自殺以死謝罪，但被赫爾穆特發現而被阻止，並提供心理醫生給他。
在諾曼·奧斯朋上台後，赫爾穆特不動聲色地觀察他的意圖，直到圍城事件才出手，諾曼最終還是被復仇者聯盟擊敗而垮台。之後他發現巴基繼任了美國隊長的身份，但在調查後發現巴基曾經被洗去記憶成為蘇聯的一名殺手，從事過多次暗殺及恐怖活動，然而最令他驚訝的是，美國隊長不但原諒了他，還把這些事隱藏起來。
於是赫爾穆特將巴基的黑歷史到處散佈，並用奈米機器人使巴基失控在記者面前襲警。之後赫爾穆特將巴基綁架到父親的島嶼，然後承認他只是忌妒隊長很簡單就原諒巴基，卻一直討厭他，隨後把巴基放走。
在赫爾穆特穿越時空的這段時間，鷹眼重新領導雷霆特工隊，但赫爾穆特認為鷹眼是篡位，赫爾穆特找上鷹眼得癌症的師傅做交易，讓他替赫爾穆特訓練士兵，赫爾穆特則提供他醫療團隊，但在訓練完畢後赫爾穆特毀約，最後他被赫爾穆特送去復仇者大廈，在鷹眼的懷中死去。
最近，赫爾穆特成為暗影議會的首領，他將復仇者競技場的倖存者找來當他的臥底。

## 能力
海因里希·齊莫是一名在納粹黨很有名的科學家，為第三帝國的發展製造出很多科技十分先進的武器。海因里希本身並沒有超能力，而是以他自己開發的武器和智商和美國隊長交手。
其兒子赫爾穆特也同樣沒有超能力，他以天才級的智商、精湛的格鬥技巧和高科技裝備繼承父業繼續和美國隊長戰鬥。

## 其他媒體

### 電影
- 漫威電影宇宙：由丹尼爾·布爾飾演赫爾穆特·齊莫[2][3]。
  - 《美國隊長3：英雄內戰》（2016年）
  - 《黑豹》（2018年）：未掛名客串

### 劇集
- 《復仇者：世上最強英雄組合》：動畫影集，以海因里希·齊莫登場，造型則近似赫爾穆特·齊莫。
- 漫威電影宇宙：由丹尼爾·布爾回歸飾演赫爾穆特·齊莫。
  - 《獵鷹與酷寒戰士》（2021年）

### 遊戲
- 《MARVEL未來之戰》：手機遊戲，齊莫男爵是玩家可使用角色之一。

## 外部連結
- （英文）齊莫男爵 （页面存档备份，存于）在漫威宇宙百科